# Riddarhussekreterare
Riddarhussekreterare kallas den främste tjänstemannen vid Riddarhuset i Stockholm. Riddarhussekreterarens ursprungliga uppgift var att föra protokoll vid ridderskapets och adelns riksdagsförhandlingar, vilket efter ståndsriksdagens avskaffande 1866 ändrades till att föra protokoll vid adelsmötet för Sveriges ridderskap och adel. Riddarhussekreteraren är riddarhusets ombudsman och chef för dess förvaltning m.m. I denna egenskap är riddarhussekreteraren föredragande i Riddarhusets styrelse, som kallas riddarhusdirektionen.

## Svenska riddarhussekreterare
- 1625-1638 - Johan Larsson, adlad von Ridderhusen
- 1638-1639 - Gabriel Gyllenanckar (tillträdde aldrig)
- 1640-1648 - Johan Larsson, adlad von Ridderhusen
- 1649-1659 - Samuel Kempenskiöld
- 1660-1665 - Samuel Schillerfelt
- 1668-1669 - Mattias Törnecrantz
- 1669-1672 - Jonas Sundel
- 1672-1682 - Lars Wallenstedt
- 1683-1710 - Johan Gyllenkrook
- 1710-1731 - Jonas Wulfwenstierna
- 1731-1742 - Salomon von Otter
- (1741)-1746 - Johan Wulfwenstierna
- 1747-1755 - Johan Leonard Ekestubbe
- 1756-1777 - Pehr Franc
- 1767-1781 - Johan Gustaf Psilanderhielm
- 1782-1783 - Carl von Schönfeldt
- 1784-1794 - Carl Gustaf Bungencrona
- 1795-1816 - Axel Gabriel Silfverstolpe
- 1817-1836 - Olof Johan Lagerheim
- 1837-1844 - Fredrik Otto Silfverstolpe
- 1845-1861 - Johan Albert Vilhelm Munck af Fulkila
- 1861-1880 - Carl Otto Brakel
- 1880-1889 - Lars Åkerhielm af Blombacka
- 1890-1919 - Johan Magnus Stuart
- 1920-1935 - Oscar Leuhusen
- 1935-1951 - Charles-Emile von Oelreich
- 1952-1953 - Lars Bennich
- 1954-1966 - Rutger Croneborg
- 1966-1975 - Carl Henrik von Hartmansdorff
- 1976-1989 - Per Lagerberg
- 1989-1996 - Michaël Hammarskjöld
- 1996-2003 - Otto von Schwerin
- 2003-2009 - Henrik von Vegesack
- 2009-2011 - Björn Lilliehöök af Fårdala
- 2011-2015 - Carl Gustaf Åkerhielm af Margrethelund
- 2015-     - Erik Drakenberg (släkten Drakenberg)